# Mithraeum de Vieu
Le mithraeum de Vieu a été découvert en 1869 sous l'église de Vieu dans l'Ain,.

## Historique
Le village s'appelait Venetonimagus à époque romaine. De nombreux vestiges romains ont été découverts aux alentours, comme l'aqueduc romain de Vieu. Il est à cette époque un vicus important, lieu de repos pour légionnaires. Il possédait des palais, des temples, dont un dédié au culte de Mithra.

## Description
Peu d'objets ont été recensé des fouilles entreprises. Un piédestal portait sur une de ces faces l'inscription:
« Dei i(nvicti)  M(ithrae) Patri Patrum C(aio) Ru[t(io)]  Eutacto  C(aius) R(ufius) Virilis fil(ius) »
« Caius Rufius Virilis, son fils, pour Caius Rufius Euctatus, Pater Patrum du dieu invincible Mithra.. »